# Daumants Dreiškens
Daumants Dreiškens, född den 28 mars 1984 i Gulbene, Lettiska SSR, Sovjetunionen, är en lettisk bobåkare.
Han tog OS-silver i herrarnas fyrmanna i samband med de olympiska bobtävlingarna 2014 i Sotji.